# Durant (Iowa)
Durant ist eine Kleinstadt (mit dem Status „City“) im Cedar County und zu kleineren Teilen im Scott und im Muscatine County im US-amerikanischen Bundesstaat Iowa. Das U.S. Census Bureau hat bei der Volkszählung 2020 eine Einwohnerzahl von 1.871 ermittelt.

## Geografie
Durant liegt im Osten Iowas, rund 20 km nördlich des die Grenze Iowas zu Illinois bildenden Mississippi. Der Schnittpunkt der drei Bundesstaaten Iowa, Illinois und Wisconsin liegt rund 130 km nördlich von Durant, die Grenze zu Missouri verläuft rund 170 km südlich.
Die geografischen Koordinaten von Durant sind 41°35′59″ nördlicher Breite und 90°54′39″ westlicher Länge. Das Stadtgebiet erstreckt sich über eine Fläche von 2,98 km² und liegt überwiegend in der Farmington Township des Cedar County. Kleinere Teile des Stadtgebiets erstrecken sich bis in die Cleona Township des Scott County und die Wilton Township des Muscatine County.
Nachbarorte von Durant sind Dixon (26,2 km nordöstlich), Stockton (5,4 km östlich), Walcott (12,7 km in der gleichen Richtung), Blue Grass (21,3 km südöstlich), Muscatine (26,2 km südwestlich), Wilton (9,3 km westlich) und Bennett (21,2 km nordnordwestlich).
Iowa City liegt 58 km westlich. Die nächstgelegenen Großstädte sind Cedar Rapids (99,1 km nordwestlich), Rochester in Minnesota (365 km nordnordwestlich), die Twin Cities in Minnesota (500 km in der gleichen Richtung), Wisconsins Hauptstadt Madison (286 km nordöstlich), Rockford in Illinois (215 km ostnordöstlich), Chicago in Illinois (307 km östlich), die Quad Cities in Iowa und Illinois (32 km ostsüdöstlich), St. Louis in Missouri (420 km südlich), Kansas City in Missouri (542 km südwestlich), Iowas Hauptstadt Des Moines (237 km westlich) und Nebraskas größte Stadt Omaha (459 km in der gleichen Richtung).

## Verkehr
Der Interstate Highway 80 und der deckungsgleich verlaufende U.S. Highway 6 führen in West-Ost-Richtung in rund 3 km Entfernung an Durant vorbei. Der Iowa Highway 927 verläuft parallel dazu als Hauptstraße durch Durant. Alle weiteren Straßen sind untergeordnete Landstraßen, teils unbefestigte Fahrwege sowie innerörtliche Verbindungsstraßen.
In West-Ost-Richtung führt durch das Stadtgebiet von Durant eine Eisenbahnstrecke der Iowa Interstate Railroad (IAIS), einer Class II-Eisenbahngesellschaft für den regionalen Frachtverkehr.
Die nächsten Flughäfen sind der Quad City International Airport (48 km ostsüdöstlich) und der Flughafen Cedar Rapids – Eastern Iowa (91 km westnordwestlich).

## Bevölkerung
Nach der Volkszählung im Jahr 2010 lebten in Durant 1832 Menschen in 743 Haushalten. Die Bevölkerungsdichte betrug 614,8 Einwohner pro Quadratkilometer. In den 743 Haushalten lebten statistisch je 2,45 Personen.
Ethnisch betrachtet setzte sich die Bevölkerung zusammen aus 98,0 Prozent Weißen, 0,1 Prozent Afroamerikanern, 0,2 Prozent amerikanischen Ureinwohnern, 0,3 Prozent Asiaten sowie 0,3 Prozent aus anderen ethnischen Gruppen; 1,0 Prozent stammten von zwei oder mehr Ethnien ab. Unabhängig von der ethnischen Zugehörigkeit waren 1,7 Prozent der Bevölkerung spanischer oder lateinamerikanischer Abstammung.
25,2 Prozent der Bevölkerung waren unter 18 Jahre alt, 57,8 Prozent waren zwischen 18 und 64 und 17,0 Prozent waren 65 Jahre oder älter. 52,9 Prozent der Bevölkerung waren weiblich.

Das mittlere jährliche Einkommen eines Haushalts lag bei 54.609 USD. Das Pro-Kopf-Einkommen betrug 27.172 USD. 15,4 Prozent der Einwohner lebten unterhalb der Armutsgrenze.